# Jaitu
Jaitu è una città dell'India di 32.898 abitanti, situata nel distretto di Faridkot, nello stato federato del Punjab. In base al numero di abitanti la città rientra nella classe III (da 20.000 a 49.999 persone).

## Geografia fisica
La città è situata a 30° 28' 0 N e 74° 52' 60 E e ha un'altitudine di 207 m s.l.m..

## Società

### Evoluzione demografica
Al censimento del 2001 la popolazione di Jaitu assommava a 32.898 persone, delle quali 17.382 maschi e 15.516 femmine. I bambini di età inferiore o uguale ai sei anni assommavano a 4.223, dei quali 2.349 maschi e 1.874 femmine. Infine, coloro che erano in grado di saper almeno leggere e scrivere erano 20.449, dei quali 11.691 maschi e 8.758 femmine.